# (5692) Shirao
(5692) Shirao est un astéroïde de la ceinture principale.

## Description
(5692) Shirao est un astéroïde de la ceinture principale. Il fut découvert le 23 mars 1992 à Kitami par Kin Endate et Kazuro Watanabe. Il présente une orbite caractérisée par un demi-grand axe de 2,66 UA, une excentricité de 0,18 et une inclinaison de 11,9° par rapport à l'écliptique.

## Compléments